# 정혁 (생명공학자)
 정혁 (鄭革, 1955년 12월 15일~2012년 7월 6일)은 대한민국의 연구인이다. 생명공학연구원장이다.

## 죽음
2012년 7월 6일, 추락사한채로 발견되었는데, 자살로 추정되었다. 향년 58세.